# Isergebirgsvorland
Das Isergebirgsvorland ist ein Hügelland in Polen (polnisch Pogórze Izerskie) und Tschechien (tschechisch Frýdlantská pahorkatina). Der Landstrich gehört zu den Sudeten und bildet im Westlichen Sudetenvorland (polnisch Pogórze Zachodniosudeckie) die geomorphologischen Einheiten Frýdlantská pahorkatina und Pogórze Izerskie. Es hat eine Ausdehnung von 1460 km². Die höchste Erhebung ist der Andělský vrch (572 m n.m.) im tschechischen Teil.

## Geographie
Das Isergebirgsvorland liegt nördlich des Isergebirges in Polen und Tschechien. Gegen Norden schließt sich in Höhe von Bolesławiec die Schlesisch-Lausitzer Tiefebene (Nizina Śląsko-Łużycka) an. Im Nordosten und Osten bildet das Tal des Bober die natürliche Grenze zum Bober-Katzbach-Vorgebirge (Pogórze Kaczawskie) und Bober-Katzbach-Gebirge. Gegen Südosten schließen sich das Hirschberger Tal und im Süden das Isergebirge an. Westlich liegt das Zittauer Becken (Obniżenie Żytawsko-Zgorzeleckie / Žitavská panev).
Hauptgewässer des Isergebirgsvorlandes sind der  Queis, das Rothwasser, die Wittig und die Küpper, die das Gebiet zur Lausitzer Neiße bzw. den Bober ins Einzugsgebiet der Oder entwässern.
Zum Isergebirgsvorland gehören die tschechischen Städte Frýdlant und Nové Město pod Smrkem sowie in Polen Zawidów, Mirsk, Gryfów Śląski, Leśna, Lubań, Lubomierz und Nowogrodziec.

## Gliederung
Die Frýdlantská pahorkatina in Tschechien bildet den südlichen Teil des Isergebirgsvorlands. Sie ist identisch mit dem Friedländer Zipfel. Die Pogórze Izerskie bilden den nördlichen Teil und liegen auf polnischem Gebiet.

### Frýdlantská pahorkatina

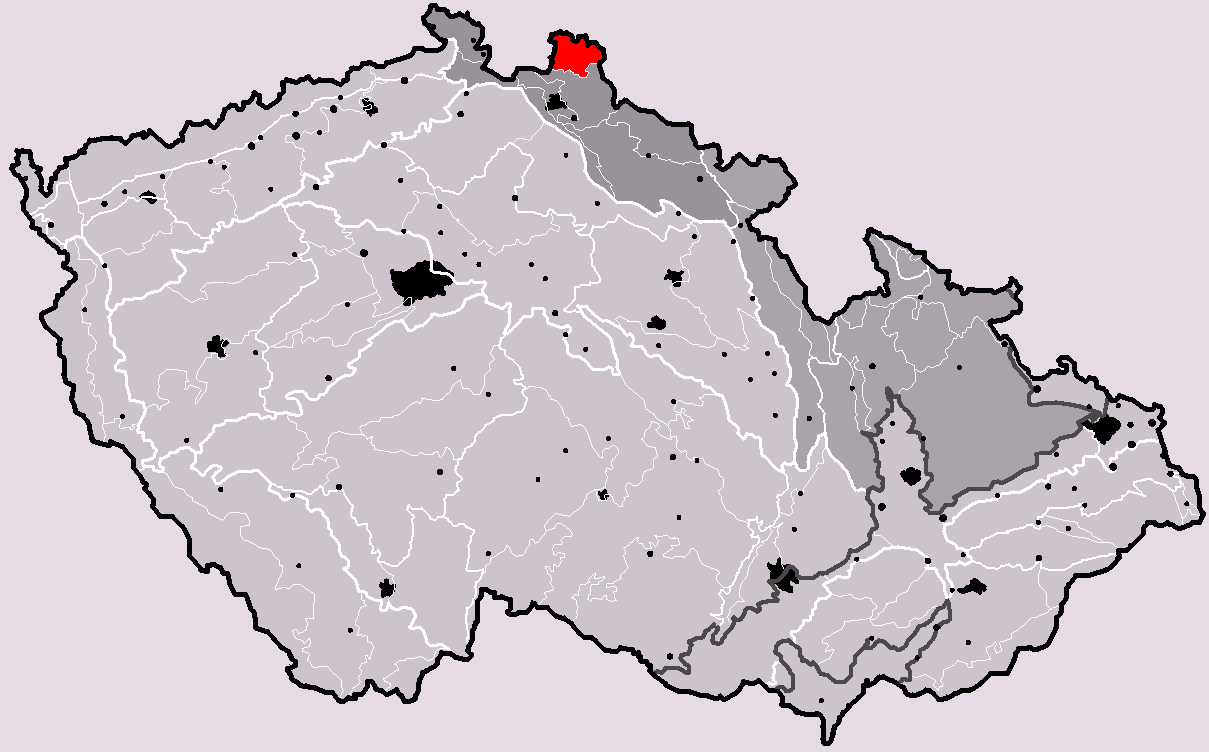
Frýdlantská pahorkatina

Die Frýdlantská pahorkatina umfasst ein Gebiet von 241 km² mit einer mittleren Höhe von 359 m ü. M. Die höchste Erhebung ist der Andělský vrch (572 m).
Untereinheiten sind die
- Hejnická pahorkatina (Haindorfer Hügelland)
  - Jindřichovický hřeben (Heinersdorfer Rücken)
  - Libverdská pahorkatina (Liebwerder Hügelland)
- Raspenavská pahorkatina (Raspenauer Hügelland),
  - Větrný
- Bulovská pahorkatina (Bullendorfer Hügelland)

### Pogórze Izerskie

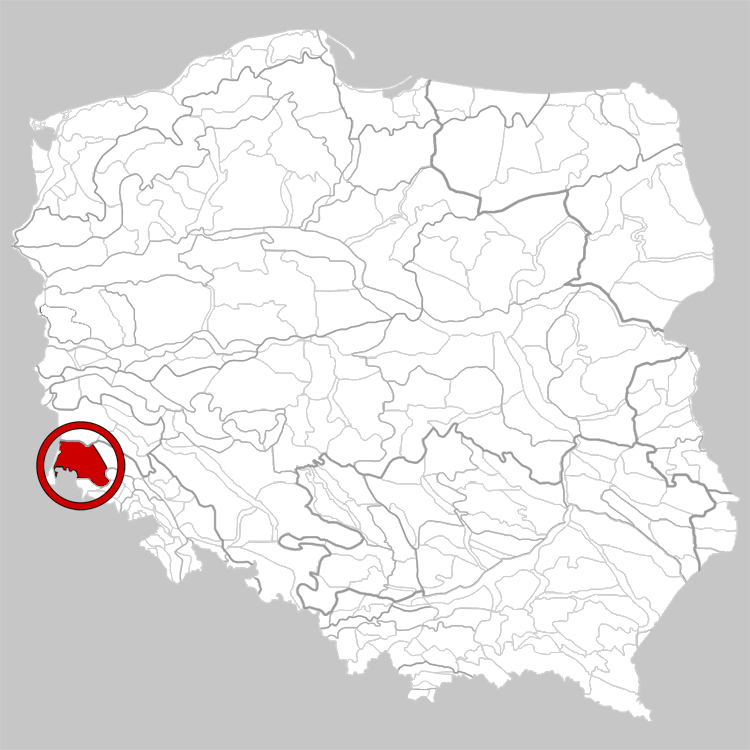
Pogórze Izerskie

Das Pogórze Izerskie bildet den nördlichen Teil des Isergebirgsvorlandes und hat eine Ausdehnung von 1219 km². Die höchste Erhebung bildet der Wojkowej (502 m) bei Giebułtów.
Es gliedert sich in die Untereinheiten Wyniosłość Działoszyńska, Wysoczyzna Siekierczyńska, Wzgórza Zalipiańskie, Przedgórze Izerskie, Dolina Kwisy, Kotlina Mirska, Przedgórze Rębiszowskie, Wzniesienia Radoniowskie, Obniżenie Lubomierskie, Wzgórza Radomickie, Wzniesienia Gradowskie, Niecka Lwówecka, Dolina Bobru, Obniżenie Starej Kamienicy und Wysoczyzna Rybnicy.

## Sehenswürdigkeiten
- Burg Tzschocha
- Schloss Frýdlant
- Talsperre Goldentraum
- Marklissa-Talsperre